# Medaglia del centenario di David Livingstone

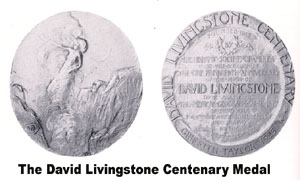
La medaglia Livingstone.

La medaglia del centenario di David Livingstone (in inglese: David Livingstone Centenary Medal) è un premio assegnato dalla American Geographical Society a coloro i quali hanno raggiunto "successi scientifici nel campo della geografia dell'emisfero australe". Disegnato da Gutzon Borglum, il premio è stato istituito dalla Hispanic Society of America nel 1913 per commemorare il centesimo anniversario della nascita di David Livingstone. 

## Albo dei vincitori
Le seguenti persone hanno ricevuto il premio nell'anno specificato:
- 1916 - Sir Douglas Mawson
- 1917 - Manuel Vicente Ballivian, Theodore Roosevelt
- 1918 - Cândido Rondon
- 1920 - William Speirs Bruce, Alexander Hamilton Rice
- 1923 - Thomas Griffith Taylor
- 1924 - Frank Wild
- 1925 - Luis Riso Patron
- 1926 - Erich D. von Drygalski
- 1929 - Richard Evelyn Byrd[2]
- 1930 - Laurence M. Gould, José M. Sobral
- 1931 - Hjalmar Riiser-Larsen
- 1935 - Lars Christensen
- 1936 - Lincoln Ellsworth[3]
- 1939 - John R. Rymill
- 1945 - Isaiah Bowman
- 1948 - Frank Debenham
- 1950 - Robert L. Pendleton
- 1952 - Carlos Delgado de Carvalho
- 1956 - George McCutchen McBride
- 1958 - Paul Allman Siple
- 1960 - William E. Rudolph
- 1965 - Bassett Maguire
- 1966 - Preston E. James
- 1968 - William H. Phelps, Jr.
- 1972 - Akin L. Mabogunje
- 1985 - James J. Parsons
- 1987 - Calvin J. Heusser
- 1988 - Jane M. Soons
- 2001 - Bertha Becker